# Oligosoma nigriplantare
Oligosoma nigriplantare — вид сцинкоподібних ящірок родини сцинкових (Scincidae). Ендемік Нової Зеландії.

## Поширення і екологія
Ophiomorus nigriplantare мешкають на островах архіпелагу Чатем, за винятком найбільшого острова Чатем. Вони живуть на луках і в чагарниках, а також на прибережних скелях.

## Збереження
МСОП класифікує стан збереження цього виду як близький до загрозливого. Oligosoma nigriplantare загрожує хижацтво з боку інтродукованих тварин. Внаслідок хижацтва цей вид вимер на Чатемі і майже вимер на острові Пітт.